# Petar Iberijski
Petar Iberijski (gru. პეტრე იბერი, 411. – 491.) je bio gruzijski princ i redovnik iz dinastije Chosroid, teolog i filozof koji je bio istaknuti lik u ranom kršćanstvu i jedan od utemeljitelja kršćanskog neoplatonizma.  Neki su tvrdili da je on autor djela pisanih pod pseudonimom Pseudo-Dionizije Areopagit. Poznat je po osnivanju prvog gruzijskog samostana u Betlehemu i postaje biskup Gaze blizu Majuma.

## Život
Rođen je u dinastiji Chosroid kraljevine Iberije, te su ga prozvali Murvan (u današnjem prijevodu Nabarnugios), a od rođenja je imao naslov princa (Kartli). Njegov otac, kralj Bosmarios Iberijski, pozvao je istaknuog filozofa Mithradatesa iz Lazice da sudjeluje u Murvanovu obrazovanju. 423. otac ga šalje u Carigrad, gdje je dobio visoko obrazovanje pod visokim pokroviteljstvom rimske carice Aelie Eudocie, supruge Teodozija II. Nakon školovanja je mladi princ je zajedno sa svojim učiteljem Mithradates napustio palaču i otišao na hodočašće u Palestinu, gdje je postao redovnik u Jeruzalemu pod imenom Petar. 430. je osnovao vlastiti samostan u Betlehemu. 445. je zaređen za svećenika, a u pratnji svoga učitelja Mithradatesa (redovničkog imena Ivan) je proputovao nekoliko zemalja Bliskog Istoka i smjestio se u Gazi blizu Majuma. 452. služio je kao biskup Majuma šest mjeseci prije protjerivanja kršćana dekretom mjesnog vladara. Petar je pobjegao u Egipat, ali se vratio u Palestinu desetljeće kasnije, stekavši brojne sljedbenike i učenike. Prema srednjovjekovnim izvorima, bio je autor nekoliko poznatih vjerskih djela. Umro je u Yavneh-Yamu, antičkoj luci Jamniji 491. godine, a pokopan je u svom samostanu u blizini Gaze.
Neki stručnjaci Istočne Crkve smatraju da je Petar Iberijski možda ostupio od Kalcedonskog nauka. Gruzijska pravoslavna Crkva ge je proglasila svecem.

## Vanjske poveznice
- A Repertoire of Byzantine "Beneficial Tales"  Arhivirana inačica izvorne stranice od 3. ožujka 2016. (Wayback Machine) (engl.)
- Zachariah of Mitylene, Syriac Chronicle (1899.), Book 6  Arhivirana inačica izvorne stranice od 18. prosinca 2004. (Wayback Machine) (engl.)